# Cosmódromo de Baikonur
O Cosmódromo de Baikonur (em cazaque: Байқоңыр ғарыш айлағы, transl. Bayqoñır ğarış aylağı; em russo: Космодром Байконур, transl. Kosmodrom Baikonur), também chamado de Tiuratam, é a primeira e maior base de lançamentos de foguetes do mundo. Está em operação desde a década de 1950, sendo a princípio uma base de lançamento de mísseis de longo alcance, entretanto com o florescer da Guerra Fria tornou-se uma base tecnológica dirigida por interesses da União Soviética para a conquista do espaço.
Foi do Cosmódromo de Baikonur que foram lançadas diversas missões espaciais importantes e históricas, como o primeiro satélite artificial, o Sputnik-1, e o voo orbital de Iuri Gagarin, assim como as missões Soyuz.
Com a dissolução da União Soviética, o Cosmódromo de Baikonur, localizado no Cazaquistão, continuou sendo usado pela Rússia mediante um "empréstimo" da base por 115 milhões de dólares anuais. É também o centro de lançamento de veículos responsáveis pelas operações relativas à Estação Espacial Internacional (ISS, na sigla em inglês), e usado por astronautas do mundo todo, inclusive os recentes "turistas espaciais".
Apesar do cosmódromo ter sido conhecido no Ocidente como plataforma de lançamento de missões espaciais, a intenção inicial era utilizar o local para testes de mísseis balísticos de combustível líquido. 

## Estrutura

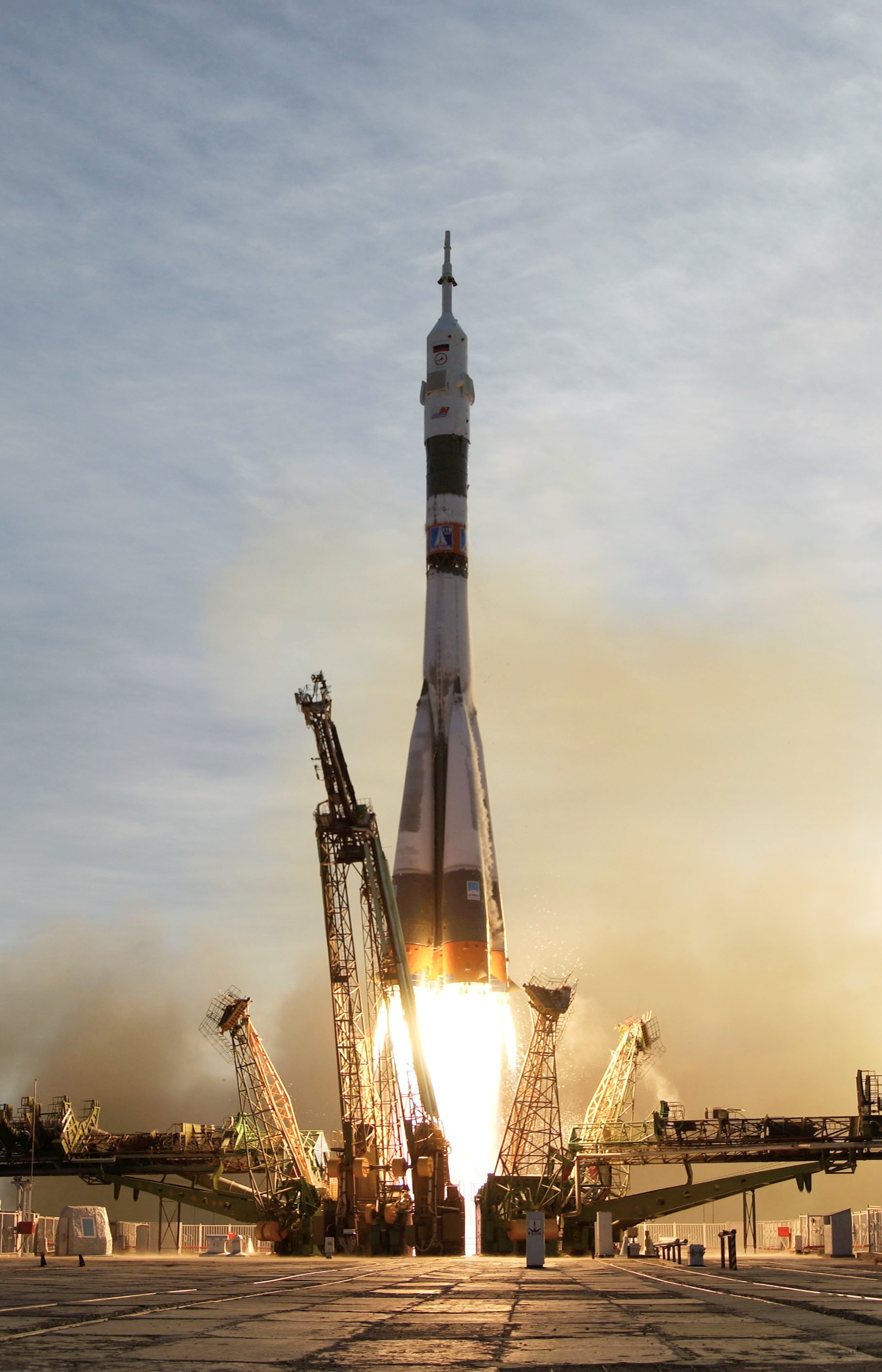
Lançamento da Soyuz TMA-5

Dados oficiais fornecidos no início da década de 1990 apontam que o Cosmódromo de Baikonur teve nove complexos do lançamento ao ar e onze edifícios. A estrutura física do local foi dividida em três partes: região central, flanco direito e flanco esquerdo. Cada setor recebeu nomes de importantes colaboradores do programa espacial soviético: Sergei Korolev (região central), Mikhail Iangel (flanco direito) e Vladimir Tchelomei (flanco esquerdo).
- Região Central: A construção do cosmódromo começou por este setor. Ele foi elaborado pelo departamento de projetos OKB-1, de Sergei Korolev. Com o crescimento do local, a estrutura física foi expandida para leste e oeste do complexo. No início, o local foi utilizado para a realização de testes, em um curto período. Logo foram transformadas em plataformas de lançamento ao espaço.

Antes da conversão completa do local para os novos padrões, um R-9 Korolev, um míssil balístico de longa distância foi testado. O setor Korolev continuou a crescer significativamente nos anos 1960 e 1970, principalmente devido ao Programa Lunar Soviético e o desenvolvimento do lançador de foguetes Energia.
- Flanco Direito: A área surgiu em 1960 e foi palco do surgimento de várias famílias de mísseis balísticos e de lançadores de objetos ao espaço concebidos pelo departamento de projetos de Mikhail Yangel. Vários mísseis de características ICBM (R-16) foram modernizados e ganharam novas versões (R-36, MR-UR-100, R-36M e R-36M2).

Em se tratando de projetos espaciais, o setor recebeu o impulsionador Cosmos-1 e os lançamentos do foguete Zenit-2.
- Flanco Esquerdo: Este setor do cosmódromo recebeu várias gerações de lançadores balísticos do espaço e de mísseis dos projetos coordenados por Vladimir Chelomei, entre eles das gerações UR-200 e UR-100 ICBM. O local também foi utilizado para os testes e lançamentos dos foguetes Proton.

Em muitos lugares do cosmódromo pode-se encontrar muito entulho de mais de 50 anos de exploração espacial.

## Ligações Externas
- Baikonur Cosmodrome historical note (in Russian) and historical pictures (2002) - buran.ru – NPO Molniya, fabricante do ônibus espacial russo Buran.
- RussianSpaceWeb.com on Baikonur
- 360° interactive panoramas do Cosmódromo de Baikonur
- Baikonur: the town, the cosmodrome, the MetOp-A launch campaign
- "World's Oldest Space Launch Facility: The Baikonur Cosmodrome." Sometimes Interesting. 26 Maio 2014
- Nedelin Disaster RussianSpaceWeb.com (em inglês)
- The official website of the city administration Baikonur Baikonur comemorou um foguete de teste e tecnologia espacial. (em russo)
- The Russian Union Of Veterans Dia da memória e do luto. (em russo)